# Mikołaj Krzysztofowicz
Mikołaj Krzysztofowicz (6. prosince 1845 – 2. srpna 1935 Horišne Zalučja) byl rakouský právník a politik polské národnosti z Haliče, v 2. polovině 19. století poslanec Říšské rady.

## Biografie
Pocházel ze zemanského rodu arménského původu. Zdědil statek v Horišne Zalučja (polsky Załucze Górne) na východní Haliči.
Byl aktivní i ve vysoké politice. Od 20. prosince 1893 až do roku 1914 zasedal jako poslanec Haličského zemského sněmu. Ve vystoupeních na sněmu se zaměřoval na agrární otázky. Propagoval rozvoj zemědělského školství. V roce 1908 podepsal memorandum, ve kterém se požadovala ochrana polských pozic ve východní Haliči. Na sněmu byl členem poslaneckého klubu středu. Měl blízko ke konzervativní východohaličské skupině (tzv. Podolacy).
Působil též jako poslanec Říšské rady (celostátního parlamentu Předlitavska), kde usedl ve volbách roku 1879 za kurii velkostatkářskou v Haliči. Ve volebním období 1879–1885 se uvádí jako rytíř Nicolaus von Krzysztofowicz, statkář, bytem Horišne Zalučja. Patřil mezi polské národní poslance. Reprezentoval parlamentní Polský klub.